# Briare
Briare là một xã trong tỉnh Loiret, thuộc vùng hành chính Centre-Val de Loire của nước Pháp, có dân số là 5994 người (thời điểm 1999). Xã nằm cạnh sông Loire.

## Các thành phố kết nghĩa
- Mons, Bỉ